# Vista aérea

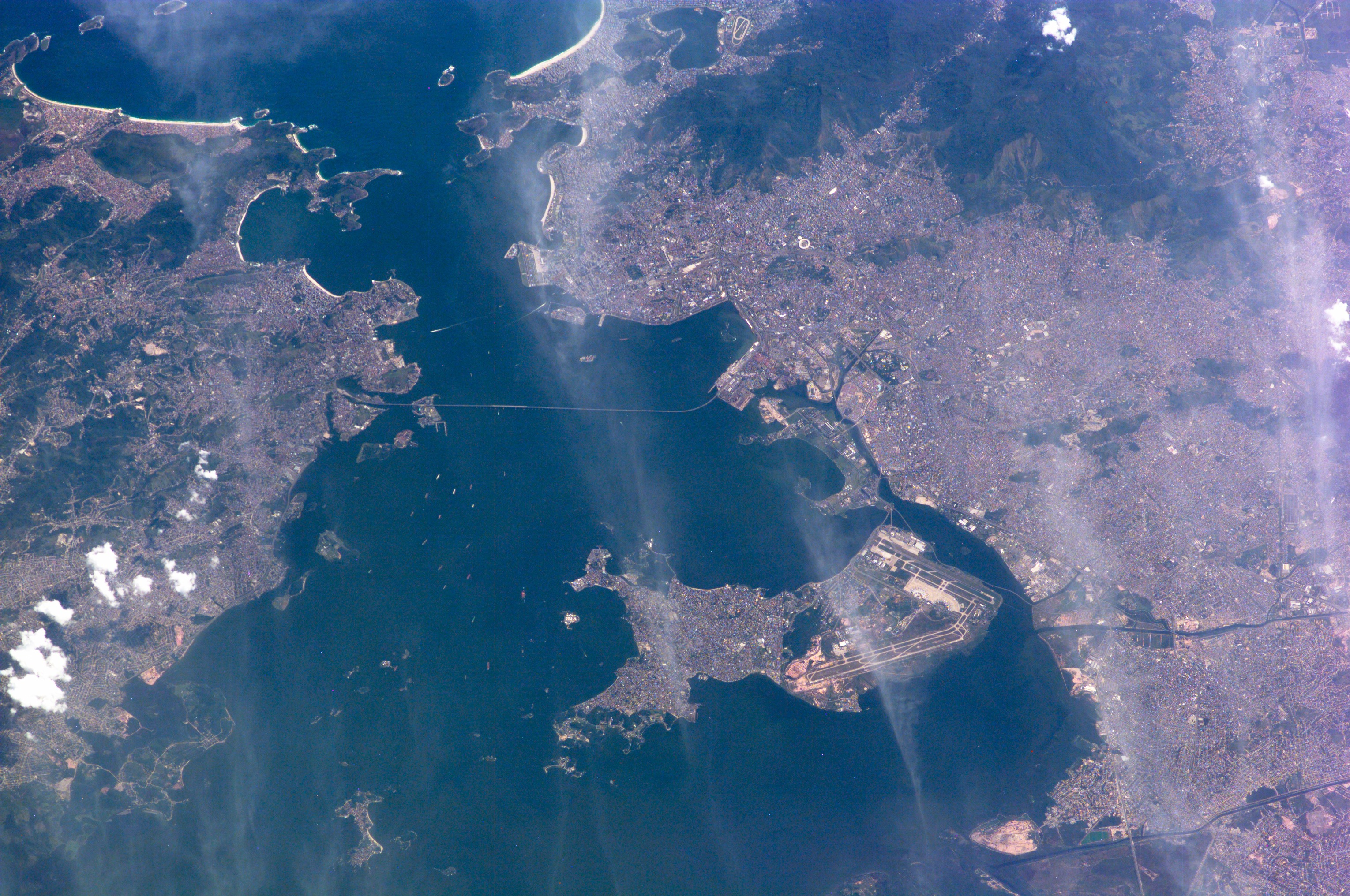
Vista aérea (desde el norte hacia el sur) de la bahía de Guanabara, con una pequeña porción de la ciudad de Niteroi (a la izquierda) y Río de Janeiro (a la derecha). No es una vista en planta porque no fue fotografiada mirando la Tierra a 90°, y es una vista "aérea" a pesar de haber sido fotografiada a más de 100 km de altura, desde el espacio (el zoom simula una altura de 40 km). Desde el borde superior al inferior de la fotografía hay unos 26 km aproximadamente.{

Una vista aérea, vista de pájaro o vista a vuelo de pájaro es una vista de un objeto desde arriba, "en planta" desde el observador, muy usada en las copias azules de arquitectura y urbanismo, croquis en planta, y en mapas.
Desde los años 2000, programas como Google Earth y Google Maps han revolucionado el acceso a este tipo de información, haciéndolo mucho más rápido, sencillo y universal. Incluso han promovido la creación de Mashup (aplicación web híbrida), que combina las vistas aéreas con otros servicios como fotografías (Panoramio) o catastro (Goolzoom).
En inglés, bird’s - eye view significa ‘visión desde el ojo de un pájaro’. Figuradamente representa una vista general desde lo alto, por ejemplo, en una ciudad destacaría sus principales puntos de interés o sus carreteras más importantes.

## Documental
A vista de pájaro fue una serie documental de los años ochenta donde se mostraban lugares de España desde un helicóptero, a vista de pájaro.